# Застава Краљевине Југославије
Застава Краљевине Срба, Хрвата и Словенаца и Краљевине Југославије састојала се од три поља: горњег плаве боје, средњег беле боје и доњег црвене боје. Застава је идентична историјској пансловенској застави, усвојеној на Пансловенском конгресу у Прагу 1848. године. Словенске боје (црвена, плава и бела) су распоређене на хералдички начин (бела боја између плаве и црвене). Такође, на овај распоред боја утицала је и француска тробојка. На овој застави има државни грб.
Застава Краљевске југословенске ратне морнарице је дефинисана законима из 1922. и 1937. На овој застави се налазио мали грб (без плашта), са десне стране (ближе јарболу). Застава је била слична садашњој застави Републике Србије, али је грб на застави био мањи.

## Галерија
- Грађанска застава на копну и мору, државна поморска застава
- Ратна поморска застава
- Ратна застава